# Luigi Suppa
Luigi Suppa (falecido a 29 de setembro de 1569) foi um prelado católico romano que serviu como bispo de Agrigento (1565–1569).

## Biografia
Luigi Suppa foi ordenado sacerdote na Ordem dos Pregadores. A 13 de abril de 1565, foi nomeado pelo Papa Pio IV como Bispo de Agrigento. Serviu como Bispo de Agrigento até à sua morte a 29 de setembro de 1569.